# Eszeveszett birodalom 2. – Kronk, a király
Az Eszeveszett birodalom 2. – Kronk, a király (eredeti cím: The Emperor's New Groove 2: Kronk's New Groove) a Walt Disney Pictures által készített, 2005-ben debütált amerikai 2D-s számítógépes animációs film, mely a 2000-ben bemutatott Eszeveszett birodalom animációs film folytatása. Az animációs játékfilm rendezői Elliot M. Bour és Saul Andrew Blinkoff, producere Prudence Fenton és John A. Smith. A forgatókönyvet Tom Rogers, Anthony Leondis és Michael LaBash írta, zenéjét Jeanine Tesori szerezte. A Walt Disney Pictures és a DisneyToon Studios gyártásában készült, a Walt Disney Home Entertainment forgalmazta. Műfaja zenés romantikus vígjáték.
Amerikában 2005. december 13-án, Magyarországon 2005. november 29-én adták ki DVD-n.